# Сремска област
Сремска област је била административна јединица Краљевине Срба, Хрвата и Словенаца. Постојала је од 1922. до 1929. године. Административни центар области је био Вуковар.

## Историја
Краљевина Срба, Хрвата и Словенаца је основана 1918, и првобитно је била подељена на покрајине, које су се делиле на округе и жупаније. Године 1922, уместо дотадашњих, започето је формирање нових административних јединица и земља је подељена на 33 области. Пре 1922, територија Сремске области је била организована као Сремска жупанија. Године 1929, 33 области су замењене са 9 бановина, а подручје Сремске области је подељено између Дунавске бановине, Дринске бановине и Управе града Београда. У почетку су Вуковар, Винковци, Жупања, Шид и Ср. Митровица припадали Дринској бановини, од 1931. тај "прекосавски" део подељен је између Савске (Вуковар, Винковци и Жупања) и Дунавске бановине.

## Географија
Сремску област чинило је подручје Срема. Ова област се граничила са Београдском облашћу на истоку, Бачком облашћу на северу, Осјечком облашћу на западу, Врбаском облашћу на југозападу, као и са Тузланском, Подрињском и Ваљевском облашћу на југу.

## Демографија
Према попису становништва из 1921. године, сви срезови и градови ове области су имали већинско становништво које је говорило српски или хрватски. У смислу, вероисповести, 7 источних и централних срезова (Илок, Ириг, Рума, Митровица, Стара Пазова, Шид, Земун) су имали већинско православно становништво, док су 3 западна среза (Вуковар, Винковци, Жупања) имали већинско католичко становништво.

## Административна подела
Област су чинили следећи срезови:
- Винковачки срез
- Вуковарски срез
- Жупањски срез
- Земунски срез
- Илочки срез
- Иришки срез
- Сремскомитровачки срез
- Румски срез
- Старопазовачки срез
- Шидски срез

Поред ових срезова, неколико градова у области је имало посебан статус:
- Земун
- Митровица
- Петроварадин
- Сремски Карловци

## Већи градови
Већи градови у саставу области били су:
- Винковци
- Вуковар
- Земун
- Инђија
- Митровица
- Рума

Земун, Инђија, Рума и Митровица се данас налазе у саставу Србије, док се Винковци и Вуковар налазе у саставу Хрватске.

## Велики жупани
- Драгомир Тодоровић од 1923.[1] до 1927
- Владимир Јефтић од 1927.[2]